# Igor Bour
Igor Bour, né le 18 décembre 1984 est un haltérophile moldave.

## Palmarès

### Championnats d'Europe d'haltérophilie
- Championnats d'Europe d'haltérophilie 2013 à Tirana
  -  Médaille d'argent en moins de 62 kg. Disqualiifié
- Championnats d'Europe d'haltérophilie 2007 à Strasbourg
  -  Médaille d'or en moins de 56 kg.

## Récompense et distinction
Igor Bour est élu sportif moldave de l'année 2007